# Ximo Caffarena
Joaquim Sanz Caffarena (València, 5 de setembre de 1952), conegut popularment com a Ximo Caffarena, és un músic dedicat a la música tradicional, especialment al folklore valencià, cantautor, compositor, arranjador, instrumentista de flauta, guitarra, percussió i saxofon, i escriptor.
Va estudiar a l'Escola Superior de Belles Arts de Sant Carles i va cursar estudis de solfeig i de flauta al Conservatori Superior de Música de València, també va estudiar jazz a Barcelona i Madrid, i harmonia moderna en seminaris internacionals amb Bill Dobbins, Barry Harris i Gary Burton.
Ha format part de diverses formacions musicals, com ara Al Tall des de 1979 al 1996 on va col·laborar als discos Quan el mal ve d'Almansa..., Som de la Pelitrúmpeli o Xavier el Coixo, del grup flamenc valencià Salpicao des de 1987 fins al 1992, de Saxomania des de 1990 fins al 1994, i d'Urbàlia Rurana del 1993 al 1998.
Ha treballat en discos de Sonadors de la Guaita i Patxinguez-Z, a més de participar en la gravació de més de cinquanta discos com a compositor, arranjador, director, intèrpret i/o productor. És autor del «Cant dels maulets». El 2019 va fer el projecte FolkenJazz barrejant cançons tradicionals valencianes amb el swing, la bossa nova o els ritmes afro en una formació clàssica de quartet de jazz.